# Capasa cryptorhodata
Capasa cryptorhodata är en fjärilsart som beskrevs av Walker 1863. Capasa cryptorhodata ingår i släktet Capasa och familjen mätare. Inga underarter finns listade i Catalogue of Life.